# Papa ou Maman
Papa ou Maman (Brasil: Relacionamento à Francesa / Portugal: Tal Pai, Tal Mãe) é um filme de comédia francês de 2015 dirigido por Martin Bourboulon. Uma sequência Papa ou Maman 2 foi feita um ano depois e foi o tema de um remake italiano (Mamma o papà?) e alemão em 2017.

## Sinopse
Florence e Vincent Leroy são bem-sucedidos nos negócios, casamento e filhos. Hoje, é no divórcio que eles querem ter sucesso. Mas quando os dois recebem a promoção com que sempre sonharam, sua vida juntos se transforma em um pesadelo. 

## Elenco
- Marina Foïs como Florence Leroy
- Laurent Lafitte como Vincent Leroy
- Alexandre Desrousseaux como Mathias Leroy
- Anna Lemarchand como Emma Leroy
- Achille Potier como Julien Leroy
- Judith El Zein como Virginie
- Michaël Abiteboul como Paul
- Vanessa Guide como Marion
- Michel Vuillermoz como Coutine
- Anne Le Ny como juiz
- Yves Verhoeven como Henri
- Sloan-Perry Ambassa como anfitriã
- Yannick Choirat como Xavier

## Bilheteria
O filme arrecadou $3.85 milhões em seu fim de semana de estreia na França.